# Jochen Klepper
Pour les articles homonymes, voir Klepper.
Joachim Georg Wilhelm Klepper, né le 22 mars 1903 à Beuthen-sur-l'Oder (province de Silésie) et mort le 11 décembre 1942 à Berlin (Allemagne), est un théologien allemand qui était aussi journaliste et écrivain.
Il est l'un des poètes les plus importants des chansons spirituelles du XXe siècle.

## Biographie
Klepper naît à Beuthen an der Oder (aujourd'hui Bytom Odrzański), en Silésie, d'un ministre luthérien. Il étudie la théologie à l'université de Breslau, mais abandonne ses études pour devenir journaliste radio à Berlin. Il est ostracisé par le parti nazi pour son mariage avec Johanna Stein, une veuve juive mère de deux filles. Il est renvoyé du Berliner Funk en juin 1933 et, plus tard, renvoyé de la maison d'édition Ullstein-Verlag en septembre 1935.
Son roman Der Vater paraît en février 1937. Il y décrit son propre conflit père-fils sur la base du conflit entre le roi soldat de Prusse, Frédéric-Guillaume Ier, et son fils Frédéric II le Grand, un roi qui demande tout à Dieu et désire être le « premier serviteur de l'État » et qui est l'antithèse au culte du chef du national-socialisme. Malgré le coût des deux gros volumes — 9,60 Marks —, l'ouvrage devient rapidement un best-seller, en particulier dans les milieux intellectuels prussiens. C'était une lecture obligatoire pour les officiers de la Wehrmacht. Quelque 65 000 exemplaires ont déjà été vendus pendant la vie de Klepper, ce qui a contribué de manière significative à sa survie, puis 35 000 jusqu'à la fin de la guerre. Depuis ce sont plus de 200 000 exemplaires qui ont été imprimés.
Peu après la publication du roman, le 25 mars 1937, il est exclu de la Chambre de la littérature du Reich (Reichsschrifttumskammer), ce qui équivalait à une interdiction du travail. Klepper envisage de fuir à l'étranger, mais ne peut s'y résoudre. Grâce à un permis spécial, il est en mesure de publier le livre de poésie Kyrie en 1938.
Le 11 décembre 1942, après qu'Adolf Eichmann a refusé un visa pour la deuxième fille du couple, Renate Stein, et alors qu'il supposait en outre, selon une information personnelle du ministre de l'Intérieur du Reich Wilhelm Frick, que les mariages mixtes seraient dissous de force et donc que son épouse risquait la déportation, tous trois se suicident dans leur cuisine de leur maison à Berlin-Nikolassee à l'aide de somnifères et en ouvrant une soupape à gaz.
Jochen écrit dans son journal juste avant leur mort :
« Wir sterben nun – ach, auch das steht bei Gott – Wir gehen heute nacht gemeinsam in den Tod. Über uns steht in den letzten Stunden das Bild des Segnenden Christus, der um uns ringt. In dessen Anblick endet unser Leben »
— Jochen Klepper, 10 décembre 1942
        
« Nous mourons - oh, c'est avec Dieu - nous allons mourir ensemble ce soir. Au-dessus de nous dans ces derniers instants, il y a l'image du Christ bénissant qui lutte avec nous. C'est avec cette vision que notre vie se termine »
Après leur mort, le journal a été donné par la sœur de Jochen Hildegard comme pièce à conviction au procès des alliés contre Adolf Eichmann où il a été utilisé comme preuve contre lui (Session 51).

## Scénario de film
Son roman Der Kahn der fröhlichen Leute de 1932 a servi de scénario au film de même titre (de) réalisé par Hans Heinrich (de) et sorti en 1950.

## Récompenses et distinctions
- (7130) Klepper, astéroïde.